# 道の駅鳥海
道の駅鳥海（みちのえき ちょうかい）は、山形県飽海郡遊佐町にある国道7号の道の駅である。

## 概要
物産販売・飲食・休憩が主体の「森のエリア」愛称ふらっとと、日帰り温泉・宿泊・スポーツ施設が主体の「海のエリア」がある。
なお、2026年度（令和8年度）の日本海東北自動車道（日東道）の山形・秋田県境部開通に合わせて、約2 km離れた遊佐鳥海インターチェンジの近くに移転することになっている。

## 森のエリア（ふらっと）

### 施設
- 駐車場
  - 普通車：165台
  - 大型車：32台
  - 身障者用：4台
- トイレ （いずれも24時間利用可能）
  - 男：小 15器
  - 女：16器
  - 身障者用：1器
- 公衆電話：2台
- 公衆FAX：1台
- 農産物直売所・鮮魚直売施設（9:00 - 18:00）
- 特産品コーナー
- 食堂
- ファーストフード店
- 味の駅（ラーメン・ギョウザ）
- 総合案内所
- 手作りパン・販売店

### 休館日
- 1月1日

## 海のエリア

### 鳥海温泉・あぽん西浜
- 温度：38.5℃
- 泉質：塩化物泉（旧泉質名：食塩泉 / 新泉質名：ナトリウム塩化物泉）
- 効能：切り傷、やけど、神経痛、慢性婦人病、疲労回復など
  - この温泉入浴施設の源泉は2箇所ある。
- 主な施設
  - 浴室
  - 露天風呂
  - 食堂棟（浴場棟の横）
  - 足湯（入り口前）
- 開館時間：6:00 - 22:00（食堂棟の営業時間は9:00 - 22:00）
- 休館日：毎月第2・第4月曜日（食堂棟は年中無休）

### 鳥海自然文化館／鳥海温泉・遊楽里（ゆらり）
- 駐車場：201台
- 主な館内施設
  - 鳥海イマジネーションギャラリー（1F）
  - 鳥海文化ホール（1F）
  - 大浴場（2F）

温度、泉質、効能などは、「あぽん西浜」と同じ。
  - 大広間（2F）
  - 客室（3F - 6F。総客室数：39室）
  - レストラン（7F）
  - トイレ：57器
- 休館日：年中無休

## 道路
- 国道7号 - 登録路線
- 国道345号 - 海のエリアの接続路線。案内標識はない。

## 周辺
- 鳥海ブルーライン
- 旧青山本邸
- 石原莞爾墓所（同所にて案内図を配布している）